# Donnano di Eigg
Donnano di Eigg (VI secolo – Eigg, 17 aprile 617) è venerato come santo dalla Chiesa cattolica.

## Biografia
Donnano di Eigg tradizionalmente è ritenuto originario dell'Irlanda.
Fu un sacerdote cristiano, che contribuì alla evangelizzazione del Pitti nel nord-ovest della Scozia.
Donnano raggiunse la Scozia attorno al 580 ed ha vissuto sull'isola Eilean Donan a cui diede il suo nome.
Fondò un monastero sull'isola di Eigg al largo della costa occidentale della Scozia. Lui e 52 monaci furono massacrati dai predoni pagani mentre celebravano la solennità della Pasqua.
La sua sepoltura sarebbe a Kildonan sull'isola di Arran.

## Culto
Secondo il Martirologio Romano il giorno dedicato al santo è il 17 aprile:
(Martirologio Romano)
Il culto è stato confermato l'11 luglio 1898 da Papa Leone XIII. 
San Donnano è il santo patrono dell'isola di Eigg.
Cappelle e chiese sono stati dedicati al santo in Scozia.